# فرودگاه وانوا لاوا
فرودگاه وانوا لاوا (به انگلیسی: Vanua Lava Airport)  یک فرودگاه همگانی  با کد یاتا SLH است . این فرودگاه در  کشور وانواتو قرار دارد و در ارتفاع ۲ متری از سطح دریا واقع شده است.